# Будай Леопольд (Лев) Лукич
Будай Леопольд (Лев) Лукич (1883- прибл. 1938) - письменник, співробітник часопису «ЛНВ», працював під керівництвом Михайла Грушевського.
За даними народився 1883 року в селі Жупани. Мав незакінчену вищу освіту. Був у хороших дружніх стосунках з Михайлом Грушевським, з яким дуже часто листувався. З певних причин, а можливо саме через дезертирство з австрійського війська, мусив перейти кордон і оселитися в Києві під фальшивим прізвищем. Тому часто його листи (особисті, а також спільні разом із Юрієм Тищенком, адресовані Михайлу Грушевському) були підписані під вигаданими іменами: Михайло Котик, Михайло Лукич, Леопольд Котик, Будай Михайло. Саме через різноманітність його прізвиськ, як свідчить у своїй статті Юрій Винничук, деякі твори автора були приписані не йому, а зовсім іншим людям.
Разом із Тищенком працював у ЛНВ, виконуючи обов'язки коректора. Окрім своєї роботи коректором, Лев Лукич також надрукував в ЛНВ свої оповідання «Примхи» та «В осінніх обіймах», а в «Українській Хаті» – «Фрагменти життя». 1908 він одружився, а 1910 помер його 1,5 річний син, що дуже його підкосило. Саме через особисті проблеми його продуктивність на роботі поступово знижувалась і зрештою його співпраця з Грушевським завершилась. Згодом він перейшов до редакції "Української хати". Далі дані про цього діяча обриваються і відомо лише те, що востаннє він працював секретарем соцекономфакультету Інституту профнавчання. А також те, що його заарештували 16 травня 1938 р., звинувативши у контрреволюційній діяльності, і засудили на 5 років ув'язнення у виправно-трудових лаґерях. Звідти він уже не повернувся. З його творів, опублікованих в радянську епоху, виявити вдалося лише оповідання «За людське право» в альманаху «Західня Україна» (1927).
Юрій Винничук пише про нього у своїй двотомній антології "Розіп'ята муза", що є збіркою про відомих та не відомих письменників та поетів, які були розстріляні, репресовані, закатовані, відіслані до заслання та доведені до самогубства.